# LCNL1
LCNL1 (англ. Lipocalin like 1) – білок, який кодується однойменним геном, розташованим у людей на 9-й хромосомі. Довжина поліпептидного ланцюга білка становить 164 амінокислот, а молекулярна маса — 17 784.
| 10         |  | 20         |  | 30         |  | 40         |  | 50         |
| ---------- |  | ---------- |  | ---------- |  | ---------- |  | ---------- |
| MVGVVSDDQD |  | FLDSKDTMKM |  | AVVLVTPLGN |  | GDLALKFGYP |  | TPHGGCQKMD |
| TTFTEGAVPG |  | QFSNPAMALS |  | DIRVAFSDYQ |  | HFALLYLEMR |  | KGGLRNQWLQ |
| LYGGRAAGRR |  | PRHPRFGSGM |  | SPLCLHQPFL |  | HAEGGTAGSW |  | CLWPRVPAPP |
| CPSLPLFAPP |  | APSL       |  |            |  |            |  |            |

A: Аланін

C: Цистеїн

D: Аспарагінова кислота

E: Глутамінова кислота

F: Фенілаланін

G: Гліцин

H: Гістидин

I: Ізолейцин

K: Лізин

L: Лейцин

M: Метіонін

N: Аспарагін

P: Пролін

Q: Глутамін

R: Аргінін

S: Серин

T: Треонін

V: Валін

W: Триптофан